# Poblana ferdebueni
Poblana ferdebueni is een straalvinnige vissensoort uit de familie van de koornaarvissen (Atherinopsidae). De wetenschappelijke naam van de soort is voor het eerst geldig gepubliceerd in 1965 door Solórzano & López.